# Epichloe coenophiala
Espèce
Epichloe coenophiala est une espèce de champignons (Fungi) ascomycètes de la famille des Clavicipitaceae. Sa forme asexuée, dite anamorphe, est anciennement connue sous le nom Neotyphodium coenophialum.
Ce champignon est proche de l'ergot du seigle. Sous sa forme anamorphe, c'est un endophyte symbionte de graminées. Il produit des alcaloïdes toxiques leur servant de défense chimique, en particulier l'ergovaline et la loline. Il peut se transmettre par les semences. La plante contaminée ne présente pas de symptômes extérieurs mais on observe un mycélium flexueux à l'intérieur des organes aériens.

## Symbiose
Le champignon procure des avantages à la graminée en produisant des alcaloïdes toxiques pour les insectes ou les ruminants. Il lui donne également une meilleure résistance aux stress (déficit hydrique, excès de sel, ultraviolets dus à un excès d'ensoleillement ou à l'inverse vie à l'ombre, attaques de champignons. Cette résistance au stress pourrait résulter au moins en partie, des nombreuses molécules anti-oxydantes produites par ce champignon dans les cellules végétales stressées.
La croissance du mycélium qui a lieu dans l'espace intercellulaire, est fortement corrélée à la croissance de l'hôte. Le mycélium colonise les nouvelles feuilles et les nouveaux talles. La transmission par la semence est très efficace. Dans la graine le mycélium est localisé essentiellement dans la couche à aleurone.

## Plantes hôtes
On rencontre Epichloe coenophiala dans différentes Pooideae. 20 % à 30 % des  espèces de graminées hébergent ce champignon, en particulier Lolium arundinaceum (cultivar Kentucky 31, Lolium temulentum[réf. nécessaire].

## Synonymes
Epichloe coenophiala a pour synonymes :
- Acremonium coenophialum Morgan-Jones & W.Gams
- Neotyphodium coenophialum (Morgan-Jones & W.Gams) Glenn, C.W.Bacon & Hanlin